# Olasz férfi kézilabda-bajnokság (első osztály)
A Serie A - 1ª Divisione Nazionale az olasz férfi kézilabda-bajnokságok legmagasabb osztálya, amely 1970-ben jött létre, és az Olasz Kézilabda-szövetség (FIGH) szervezi. Jelenleg tizennégy csapat játszik a bajnokságban, a legeredményesebb klub a Pallamano (Duina, Cividin, Principe, Genertel, Coop Essepiù) Trieste, a címvédő a Pallamano Conversano.

## Lebonyolítási rendszer
A csapatok körmérkőzést játszanak, majd a legjobb négy csapat vesz részt a bajnoki címért folytatott rájátszásban.
A bajnok a Bajnokok Ligájában, a második és harmadik az EHF-Európa-kupában indulhat.

## Kispályás bajnokságok
| Év   | 1. hely                                           | 2. hely                                           | 3. hely                                           |
| ---- | ------------------------------------------------- | ------------------------------------------------- | ------------------------------------------------- |
| 1970 | Buscaglione Roma                                  | Bruno Sport Roma                                  | Esercito Roma                                     |
| 1971 | Genovesi Roma                                     | Rosmini Rovereto                                  | CUS Roma                                          |
| 1972 | CUS Verona                                        | Haswell Roma                                      | CUS Roma                                          |
| 1973 | Esercito Roma                                     | Rosmini Rovereto                                  | Acli Trieste                                      |
| 1974 | Rosmini Rovereto                                  | Teramo                                            | Esercito Roma                                     |
| 1975 | Volani Rovereto                                   | Mercury Bologna                                   | Teramo                                            |
| 1976 | Duina Trieste                                     | Volani Rovereto                                   | CUS Roma                                          |
| 1977 | Duina Trieste                                     | Volani Rovereto                                   | Firs Roma                                         |
| 1978 | Volani Rovereto                                   | Cividin Trieste                                   | Royal Belge Roma                                  |
| 1979 | Cividin Trieste                                   | Volani Rovereto                                   | La Rapida Rimini                                  |
| 1980 | Volani Rovereto                                   | Cividin Trieste                                   | Agora Rimini                                      |
| 1981 | Cividin Trieste                                   | Tacca Cassano Magnago                             | Forst Bressanone                                  |
| 1982 | Cividin Trieste                                   | Tacca Cassano Magnago                             | Fabbri Rimini                                     |
| 1983 | Cividin Trieste                                   | Wampum Teramo                                     | Forst Bressanone                                  |
| 1984 | Cierre Scafati                                    | Cividin Trieste                                   | Pallamano Rovereto                                |
| 1985 | Cividin Trieste                                   | Forst Bressanone                                  | Champion Jeans Scafati                            |
| 1986 | Cividin Trieste                                   | Champion Jeans Scafati                            | Acqua Fabia Gaeta 70                              |
| 1987 | Ortigia Siracusa                                  | Cividin Trieste                                   | Filomarket Imola                                  |
| 1988 | Ortigia Siracusa                                  | Gasser Speck Bressanone                           | Acqua Fabia Gaeta 70                              |
| 1989 | Ortigia Siracusa                                  | Gasser Speck Bressanone                           | Cividin Trieste                                   |
| 1990 | Cividin Trieste                                   | Ortigia Siracusa                                  | Forst Bressanone                                  |
| 1991 | Forst Bressanone                                  | Cividin Trieste                                   | Ortigia Siracusa                                  |
| 1992 | Forst Bressanone                                  | Pallamano Trieste                                 | Ortigia Siracusa                                  |
| 1993 | Principe Trieste                                  | Ortigia Siracusa                                  | Telenorba Conversano                              |
| 1994 | Principe Trieste                                  | Pallamano Prato                                   | Forst Bressanone                                  |
| 1995 | Principe Trieste                                  | Acqua S. Vigilio Merano                           | Forst Bressanone                                  |
| 1996 | Principe Trieste                                  | Ortigia Siracusa                                  | Pallamano Prato                                   |
| 1997 | Principe Trieste                                  | Pallamano Modena                                  | Forst Bressanone                                  |
| 1998 | Alpi Prato                                        | Genertel Trieste                                  | Forst Bressanone                                  |
| 1999 | Alpi Prato                                        | Genertel Trieste                                  | Arag Rubiera                                      |
| 2000 | Genertel Trieste                                  | Alpi Prato                                        | Arag Rubiera                                      |
| 2001 | Coop Essepiù Trieste                              | Papillon Conversano                               | NMS Rubiera                                       |
| 2002 | Coop Essepiù Trieste                              | Alpi Prato                                        | Papillon Conversano                               |
| 2003 | Papillon Conversano                               | Alpi Prato                                        | Torggler Group Merano                             |
| 2004 | AS Conversano 2003                                | Torggler Group Merano                             | Gammadue Secchia                                  |
| 2005 | Torggler Group Merano                             | Pallamano Trieste                                 | Gammadue Secchia                                  |
| 2006 | Indeco Conversano                                 | Forst Bressanone                                  | Bologna United HC                                 |
| 2007 | Italgest Casarano                                 | Bologna United HC                                 | Pallamano Trieste                                 |
| 2008 | Italgest Casarano                                 | Indeco Conversano                                 | Bologna United HC                                 |
| 2009 | Italgest Casarano                                 | Indeco Conversano                                 | Gammadue Secchia                                  |
| 2010 | Indeco Conversano                                 | Italgest Casarano                                 | Bologna United HC                                 |
| 2011 | Pallamano Conversano                              | Bologna United HC                                 | Pallamano Junior Fasano                           |
| 2012 | SSV Bozen                                         | Planet Win 365 Conversano                         | Pallamano Junior Fasano                           |
| 2013 | SSV Bozen                                         | Pallamano Pressano                                | Pallamano Ambra                                   |
| 2014 | Pallamano Junior Fasano                           | SSV Bozen                                         | Terraquilia Carpi                                 |
| 2015 | SSV Bozen                                         | Pallamano Junior Fasano                           | Romagna Handball                                  |
| 2016 | Pallamano Junior Fasano                           | SSV Bozen                                         | Romagna Handball                                  |
| 2017 | SSV Bozen                                         | Pallamano Junior Fasano                           | Terraquilia Carpi                                 |
| 2018 | Pallamano Junior Fasano                           | Pallamano Conversano                              | SSV Bozen                                         |
| 2019 | SSV Bozen                                         | Pallamano Pressano                                | Pallamano Conversano                              |
| 2020 | A koronavírus-járvány miatt nem avattak bajnokot. | A koronavírus-járvány miatt nem avattak bajnokot. | A koronavírus-járvány miatt nem avattak bajnokot. |
| 2021 | Pallamano Conversano                              | Raimond Sassari                                   | Acqua&Sapone Junior Fasano                        |
| 2022 | Pallamano Conversano                              | Pallamano Junior Fasano                           | Raimond Sassari                                   |
| 2023 | Sidea Group Fasano                                | Raimond Sassari                                   | SSV Brixen                                        |
| 2024 | Sidea Group Fasano                                | SSV Brixen                                        | Pallamano Conversano                              |
| 2025 | Pallamano Conversano                              | Alperia Merano                                    | Cassano Magnago HC                                |

## Legsikeresebb csapatok
| Győzelmek | Klub                    | Első | Utolsó |
| --------- | ----------------------- | ---- | ------ |
| 17        | Pallamano Trieste       | 1976 | 2002   |
| 8         | Pallamano Conversano    | 2003 | 2025   |
| 5         | SSV Bozen               | 2012 | 2019   |
| 5         | Pallamano Junior Fasano | 2014 | 2024   |
| 4         | Pallamano Rovereto      | 1974 | 1980   |
| 3         | Handball Casarano       | 2007 | 2009   |
| 3         | Ortigia Siracusa        | 1987 | 1989   |
| 2         | Al.Pi. Pallamano Prato  | 1998 | 1999   |
| 2         | SSV Brixen Handball     | 1991 | 1992   |
| 1         | SC Meran Handball       | 2005 | 2005   |
| 1         | Pallamano Scafati       | 1984 | 1984   |
| 1         | Esercito Roma           | 1973 | 1973   |
| 1         | CUS Verona              | 1972 | 1972   |
| 1         | Genovesi Roma           | 1971 | 1971   |
| 1         | Buscaglione Roma        | 1970 | 1970   |

## Külső hivatkozások
- Az EHF honlapja
- A FIGH honlapja
- Handballcorner.it - fórum